# WESH
Pour les articles homonymes, voir Wesh.
WESH est une station de télévision américaine située à Daytona Beach, en Floride mais desservant l'agglomération d'Orlando. Elle est détenue par Hearst Television, filiale de Hearst Corporation, et fait partie du réseau de télévision NBC.

## Télévision numérique terrestre
| Canal virtuel | Image | Ratio | Programmation                          |
| ------------- | ----- | ----- | -------------------------------------- |
| 2.1           | 1080i | 16:9  | Programmation principale WESH / NBC HD |
| 2.2           | 480i  | 16:9  | Me-TV                                  |

Depuis 2021, elle fait partie des stations ATSC 3.0.